# Manzanares (stacja kolejowa)
Manzanares (hiszp. Estación de Manzanares) – stacja kolejowa w miejscowości Manzanares, w prowincji Ciudad Real, we wspólnocie autonomicznej Kastylia-La Mancha, w Hiszpanii. Jest to ważny węzeł kolejowy, obsługujący połączenia średniego i długiego dystansu Renfe. Obsługuje również pociągi towarowe.

## Położenie stacji
Znajduje się na Alcázar de San Juan – Kadyks w km 197,3, na wysokości 522 m n.p.m.

## Historia
Stacja została otwarta 1 lipca 1860 przez Compañía de los Ferrocarriles de Madrid a Zaragoza y Alicante (MZA) wraz z odcinkiem Alcázar de San Juan-Manzanares. 21 kwietnia 1862 otwarto kolejny odcinek trasy, tym razem na południe od Manzanares do Santa Cruz de Mudela. W 1941 roku w wyniku nacjonalizacji kolei w Hiszpanii stacja stała się częścią RENFE.
Od 31 grudnia 2004 infrastrukturą kolejową zarządza Adif.

## Linie kolejowe
- Alcázar de San Juan – Kadyks
- Manzanares – Ciudad Real